# Raïon de Khoïniki
Le raïon de Khoïniki (en biélorusse : Хойніцкі раён, Khoïnitski raïon ; en russe : Хойникский район, Khoïnikski raïon) est une subdivision de la voblast de Homiel, en Biélorussie. Son centre administratif est la ville de Khoïniki.

## Géographie
Le raïon couvre une superficie de 2 027,74 km2 dans le sud de la voblast. Il est arrosé par la Pripiat. Son territoire est boisé à 58,2 %. Il est limité au nord par le raïon de Retchytsa, à l'est par le raïon de Loyew et le raïon de Brahine, au sud par l'Ukraine (oblast de Tchernihiv, raïon d'Ivankiv), à l'ouest par le raïon de Narowlia, par le raïon de Mazyr et le raïon de Kalinkavitchy.

## Histoire
Le raïon de Khoïniki a été créé le 8 décembre 1926. Son centre administratif, Khoïniki, a le statut de ville depuis le 10 octobre 1967.

## Population

### Démographie
La population urbaine regroupait 61,7 % des habitants du raïon contre 38,3 % pour la population rurale. Le raion a été sérieusement affecté par la catastrophe de Tchernobyl et une partie importante de son territoire est maintenant une zone interdite d'accès.
Les résultats des recensements de la population font apparaître une forte diminution de la population dans les années 1980 et 1990. Ce déclin se poursuit dans les premières années du XXIe siècle :
| 1959*  | 1970*  | 1979*  | 1989*  | 1999*  | 2009*  |
| ------ | ------ | ------ | ------ | ------ | ------ |
| 52 485 | 54 854 | 50 644 | 38 381 | 26 310 | 22 412 |

### Nationalités
Selon les résultats du recensement de 2009, la population du raïon se composait de trois nationalités principales :
- 92,3 % de Biélorusses ;
- 5,2 % de Russes ;
- 1,5 % d'Ukrainiens.

### Langues
En 2009, la langue maternelle était le biélorusse pour 81,11 % des habitants et le russe pour 16,9 %. Mais le biélorusse n'était parlé à la maison que par 46,6 % de la population et le russe par 42,76 %, ce qui traduit un net recul de l'emploi de la langue biélorusse dans la vie quotidienne.